# 豊トラスティ証券
豊トラスティ証券株式会社（ゆたかトラスティしょうけん、英: YUTAKA TRUSTY SECURITIES CO.,LTD.）は、外国為替証拠金（FX）取引や商品先物取引、その他幅広い金融商品を取り扱う企業。本社は東京都中央区。

## 概要
1957年に多々良松郎により設立された先物取引企業である。
創立50周年を迎えた2007年、新たな情報配信サービス「Yutaka Market TV」（略称：YMTV）を開始。
オンラインによる為替取引として「e-kawase」とくりっく365「Yutaka24」を、取引所株価指数証拠金取引としてくりっく株365「ゆたかCFD」を備えるほか、独自のホームトレードシステム「Futures Direct」がある。

## 沿革
- 1957年 - 豊商事株式会社設立
- 1995年 - 株式を店頭公開 （現JASDAQ上場：銘柄コード8747）
- 2000年 - オンラインによる外国為替証拠金取引「e-kawase」開始
- 2006年
  - プライバシーマーク認証を取得
  - くりっく365（現「Yutaka24」）取引開始
- 2007年
  - FXゲームサイト「FXカフェ」開始
  - 動画情報配信サービス「Yutaka Market TV」開始
  - 第一種および第二種金融商品取引業を登録
- 2010年
  - 有価証券関連業を登録
  - 日本証券業協会に加入
  - くりっく株365（「ゆたかCFD」）取引開始
- 2014年 - 証券媒介取引開始
- 2017年11月6日、筆頭株主のEVOLUTION JAPANの商品先物取引部門の事業承継[4]・[5]。
- 2020年11月-社名を「豊商事株式会社」から「豊トラスティ証券株式会社」に変更[6]

## 指標

### 純資産額推移
1992年から2020年までの純資産額の推移を表したグラフ。1995年以降は連結純資産額。最高額は2008年3月決算で112億5213万1千円。最低額は1999年3月決算で68億9917万1千円。

グラフの縦軸は純資産額（千円）、横軸は年度。

### 営業収益推移
1992年から2020年までの営業収益の推移を表したグラフ。1995年以降は連結営業収益。最高額は1992年3月決算で89億2656万6千円。最低額は2017年3月決算で35億3691万5千円。

グラフの縦軸は営業収益（千円）、横軸は年度。
参考文献…